# ケルト研究 (フランスの学術誌)
『ケルト研究』(フランス語: Études Celtiques)はパリを拠点とするフランスの学術誌。
当項目では前身である『ケルト評論』(フランス語: Revue Celtique)も取り扱う。
1870年、アンリ・ゲドスが創刊したケルト学初の学術誌『ケルト評論』は国際的に高い評価を受けた。
1870年から1934年にかけて、ゲドス、アンリ・ダルボワ・ド・ジュバンヴィル、ジョセフ・ロトと言ったケルト学者の監修の下、全52巻が刊行された。
『ケルト評論』にはダルボワ・ド・ジュバンヴィル、ロト、ジョルジュ・ドッタン、エミール・エルノー、ジョゼフ・ヴァンドリエス、ホイットリー・ストークス、クノ・マイアー他、多数の人物からの寄稿が掲載された。
1934年に『ケルト評論』最後の編集長であったロトが死亡した後、ヴァンドリエスは誌名を『ケルト研究』(1936～)に変えて刊行を継続した。『ケルト研究』は2022年の時点で48巻が出版されている。